# Rubus hasbaniensis
Rubus hasbaniensis är en rosväxtart som beskrevs av Herman Vannerom. Rubus hasbaniensis ingår i släktet rubusar, och familjen rosväxter. Inga underarter finns listade i Catalogue of Life.